# Marché de Sault
Le marché de Sault est un marché hebdomadaire qui se tient tous les mercredis dans la ville française de Sault depuis le début du XVIe siècle.

## Origine
Une ordonnance de Raimond V d'Agoult, baron de Sault, datée du 5 avril 1515, fixa un marché hebdomadaire à Sault, tous les mercredis. En même temps, elle octroyait sept foires par an à la capitale de sa seigneurie, les 12 mai, 25 juin, 16 août, 25 novembre, le mercredi qui suit la Sexagésime, le lundi de la semaine de la Passion et le mercredi qui suit le 18 octobre.

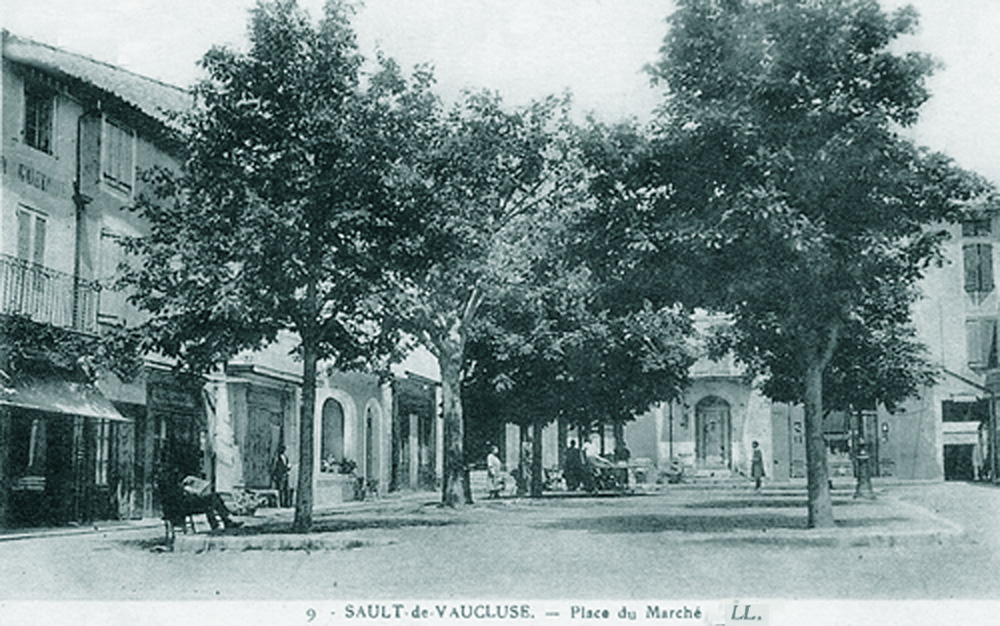
Place du marché
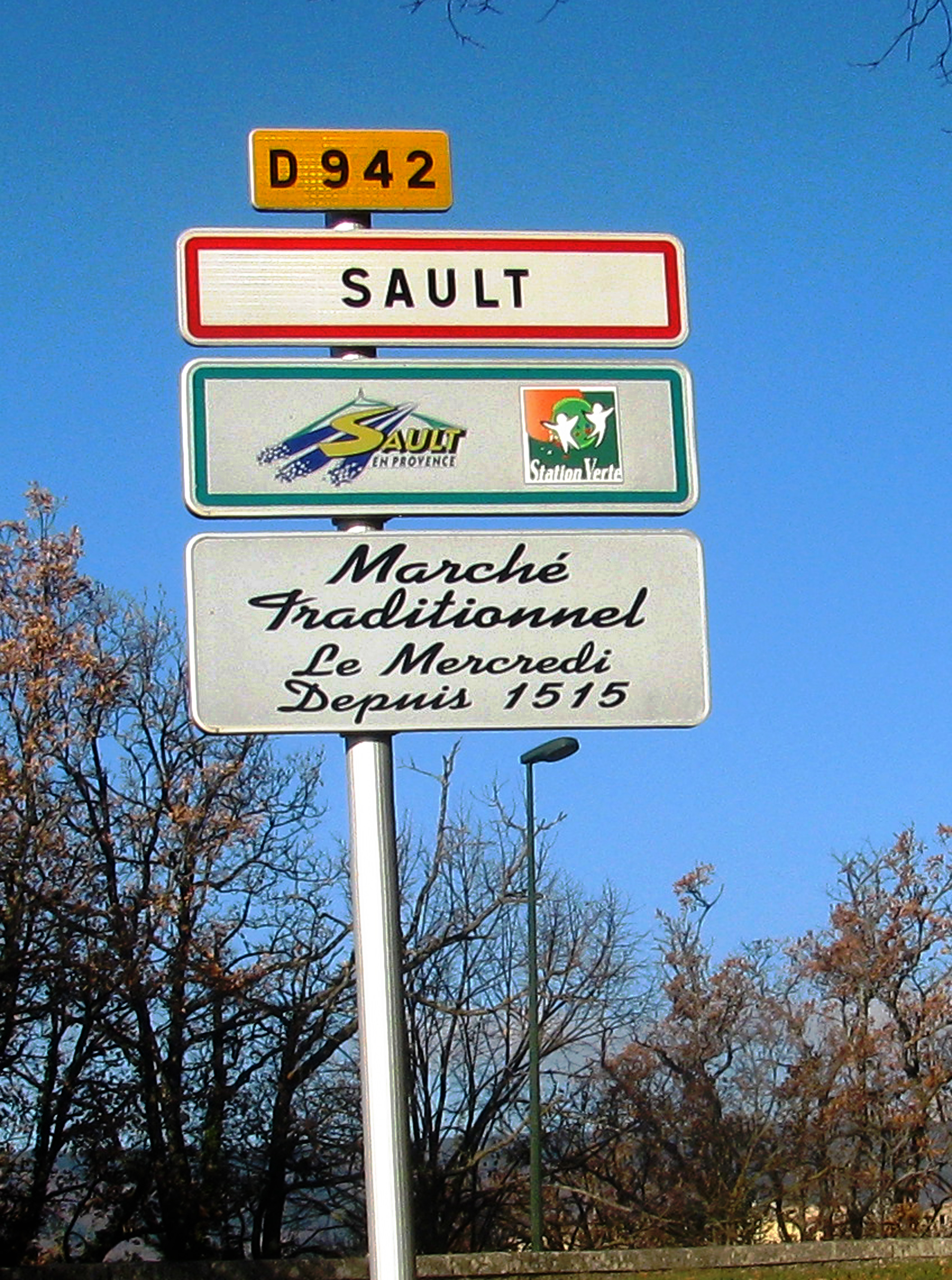
Sault, marché hebdomadaire depuis 1515
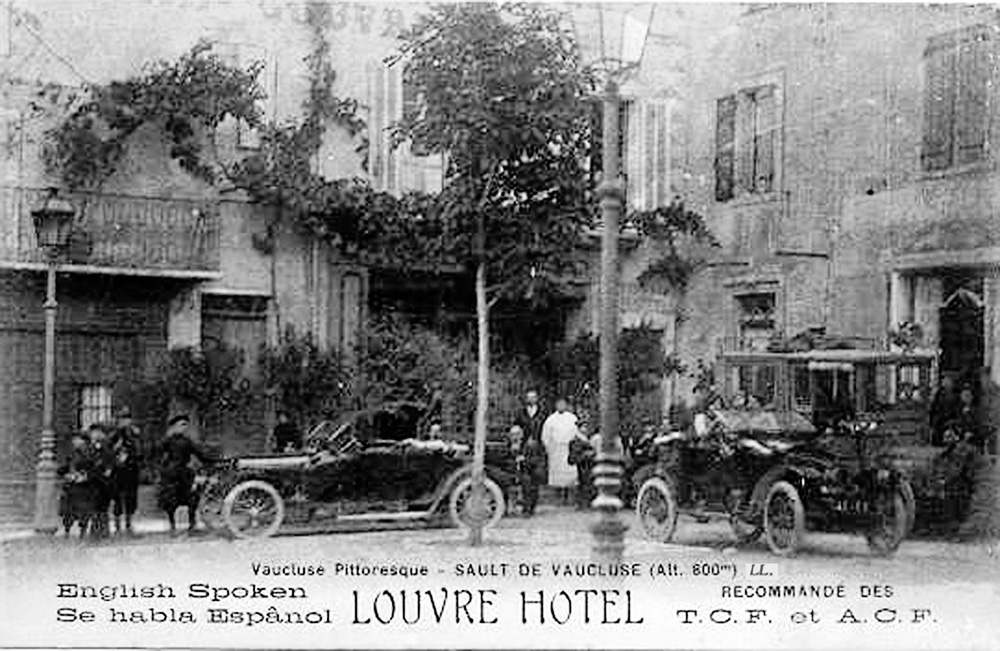
Hôtel du Louvre, un jour du marché

## Le marché durant l'occupation
Ce fut le mercredi 3 décembre 1941, qu'eut lieu la première rencontre entre Philippe Beyne, lieutenant-colonel de réserve et ancien percepteur de Sault et Maxime Fischer, avocat radié du barreau de Paris en tant que juif et réfugié à Carpentras. Elle eut lieu à l'hôtel du Louvre à Sault, le jour du marché. Ils décidèrent de créer le maquis Ventoux.
À partir de l'hiver 1942-1943, les deux hommes installèrent plusieurs dizaines de réfractaires au S.T.O.. Ils les munirent de fausses cartes d'identité et de cartes d'alimentation. Pour faciliter leur approvisionnement ils avaient été regroupés près des villages aux alentours de Sault. La considération portée à l'ancien percepteur par la population locale permit d'éviter maintes suspicions et de résoudre l'importante question du ravitaillement des maquisards. Les jours de marchés furent mis à profit pour récolter des légumes frais, quelques conserves, et un peu de viande de boucherie.
En juillet 1943, les maquisards du Mont Ventoux comptait 230 combattants répartis en six groupes. C'est à cette période que les troupes allemandes commencèrent à se substituer à l'armée italienne. Le dimanche 19 septembre 1943, un important agent de la Gestapo, qui s'était rendu à Sault pour enquêter fut grièvement blessé par les résistants. Les Saltésiens étaient déjà en ligne de mire mais le mercredi, jour de marché, fut toujours soigneusement évité par l'occupant pour pénétrer en ville. La première intervention de la Gestapo s'était déroulée le dimanche 6 juin 1943 pour rechercher et arrêter les réfractaires au STO. Puis au cours du printemps 1944, la répression s'intensifia contre l'ensemble du Maquis puisque la Gestapo organisa des vastes opérations sur les flancs du Ventoux, dont celle de Sault, le vendredi 3 mars. La plus importante rafle fut celle du samedi 3 juin 1944, au cours de laquelle Sault fut entièrement bouclée et ses maisons fouillées une par une, des dizaines d'habitants étant arrêtés par la police allemande et déportés.

## Le marché en mutation

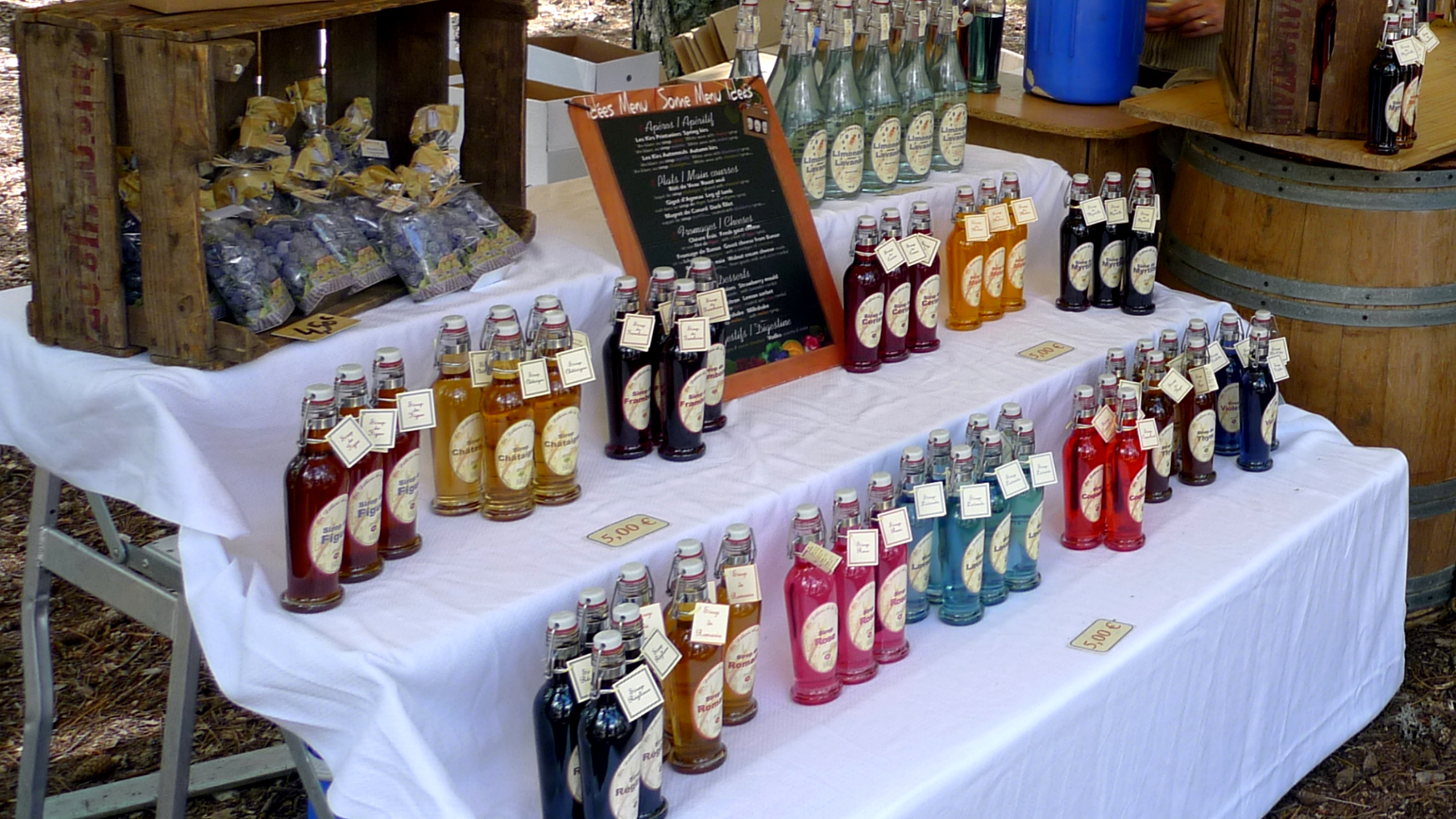
Bonbons, limonade et sirops
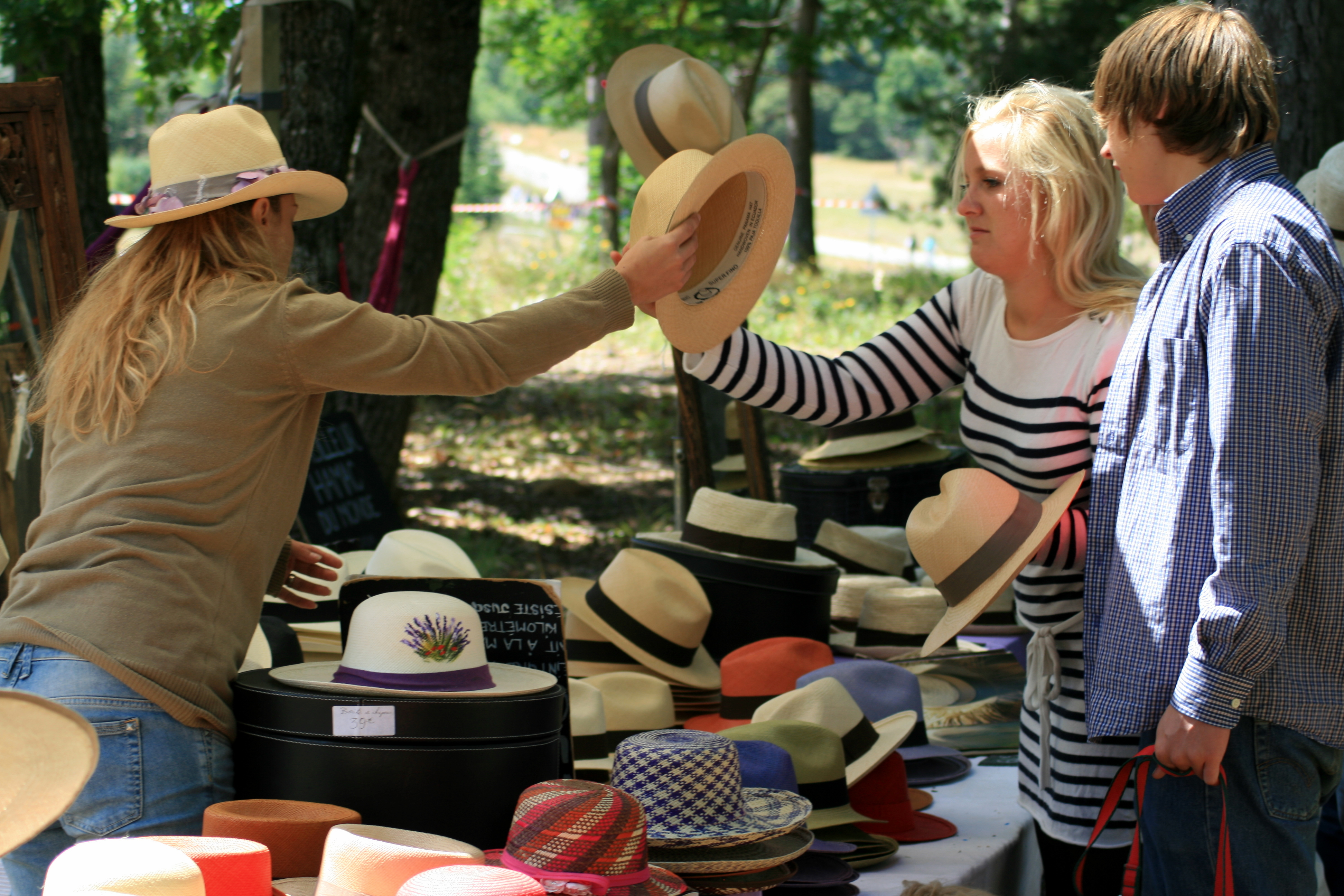
Chapelier
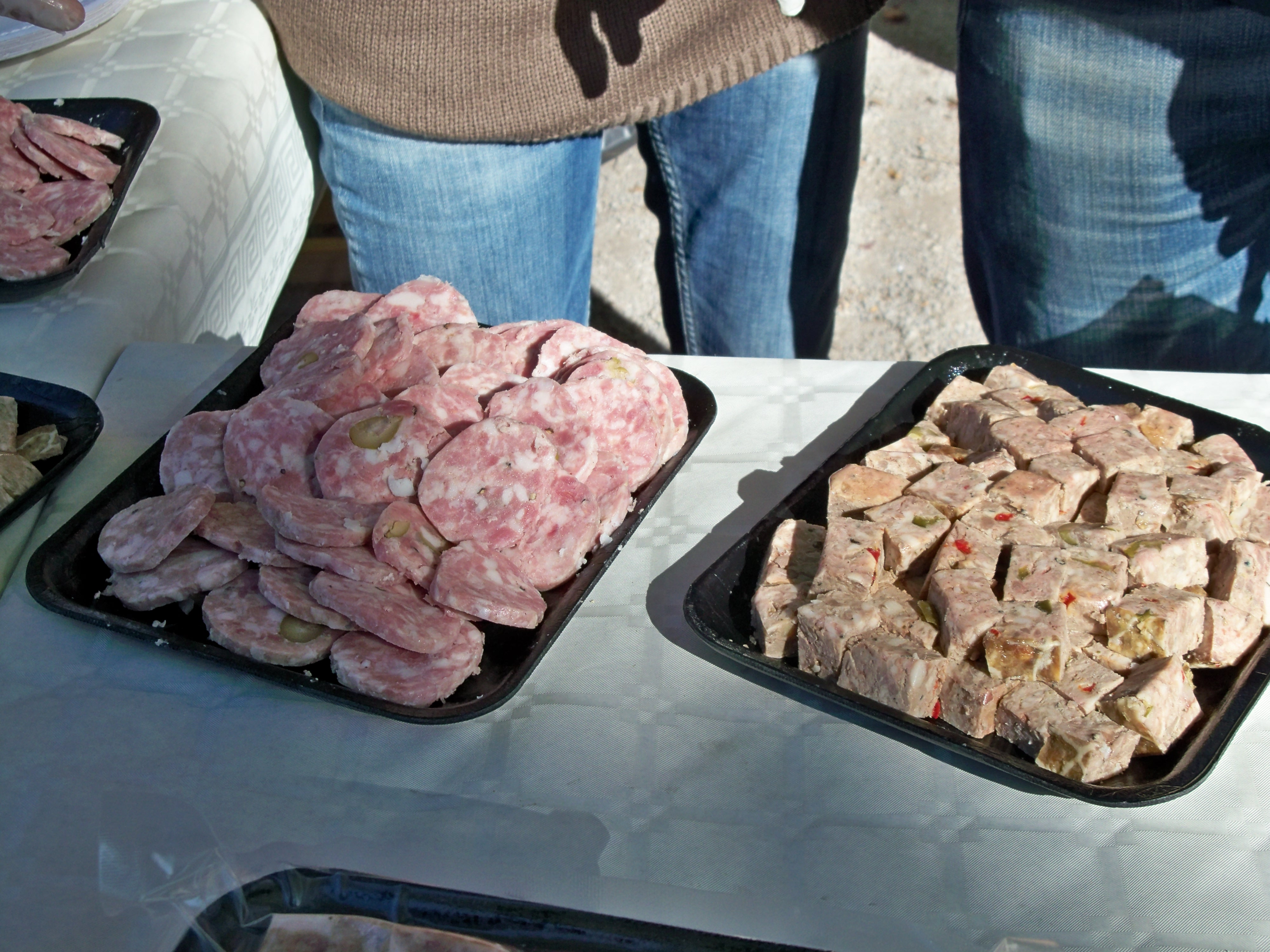
Charcuterie Porc du Ventoux
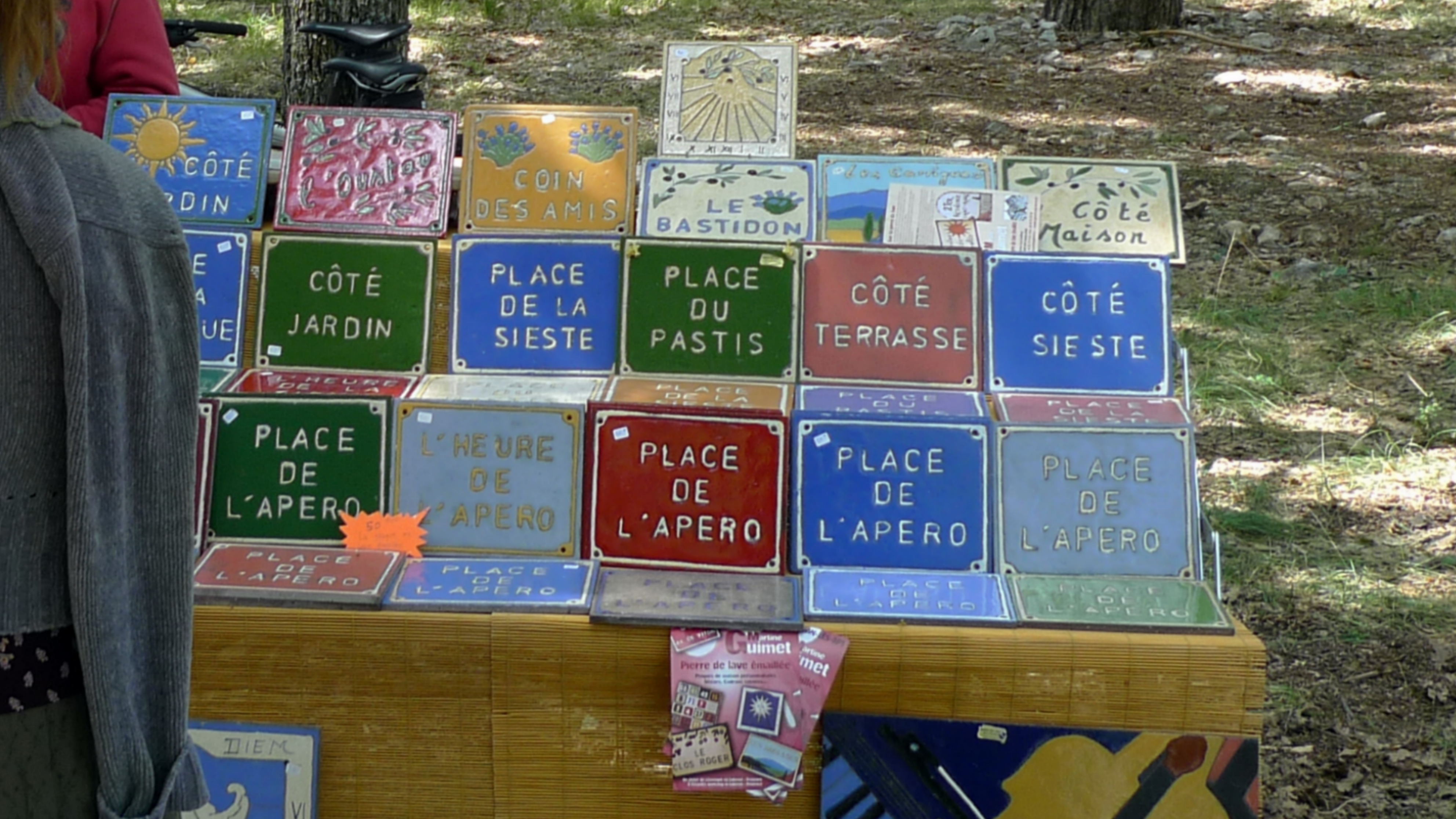
Plaques de maison provençale

Dans la seconde moitié du XXe siècle, chaque commune du plateau d'Albion se spécialisa dans la commercialisation des productions agricoles. Sault devint le centre de la vente des agneaux et de la laine, ses courtiers tenaient le marché de la lavande. De plus une grande mutation se fit à la fin des années 1960 avec l'apparition à Sault, seule ville du plateau, de moyennes surfaces puis la création de la zone commerciale qui suivit.
Pour les communes du plateau d'Albion, à la fin du XIXe siècle et au début du XXe siècle, se déroulaient nombre de foires, mais les paysans ne fréquentaient quasi exclusivement que celles de leur village. Les seules exceptions étaient celles de Sault avec les foires des Rameaux, de la Saint-Jean, de Notre-Dame et de Sainte-Catherine. 

Fête de la lavande à Sault
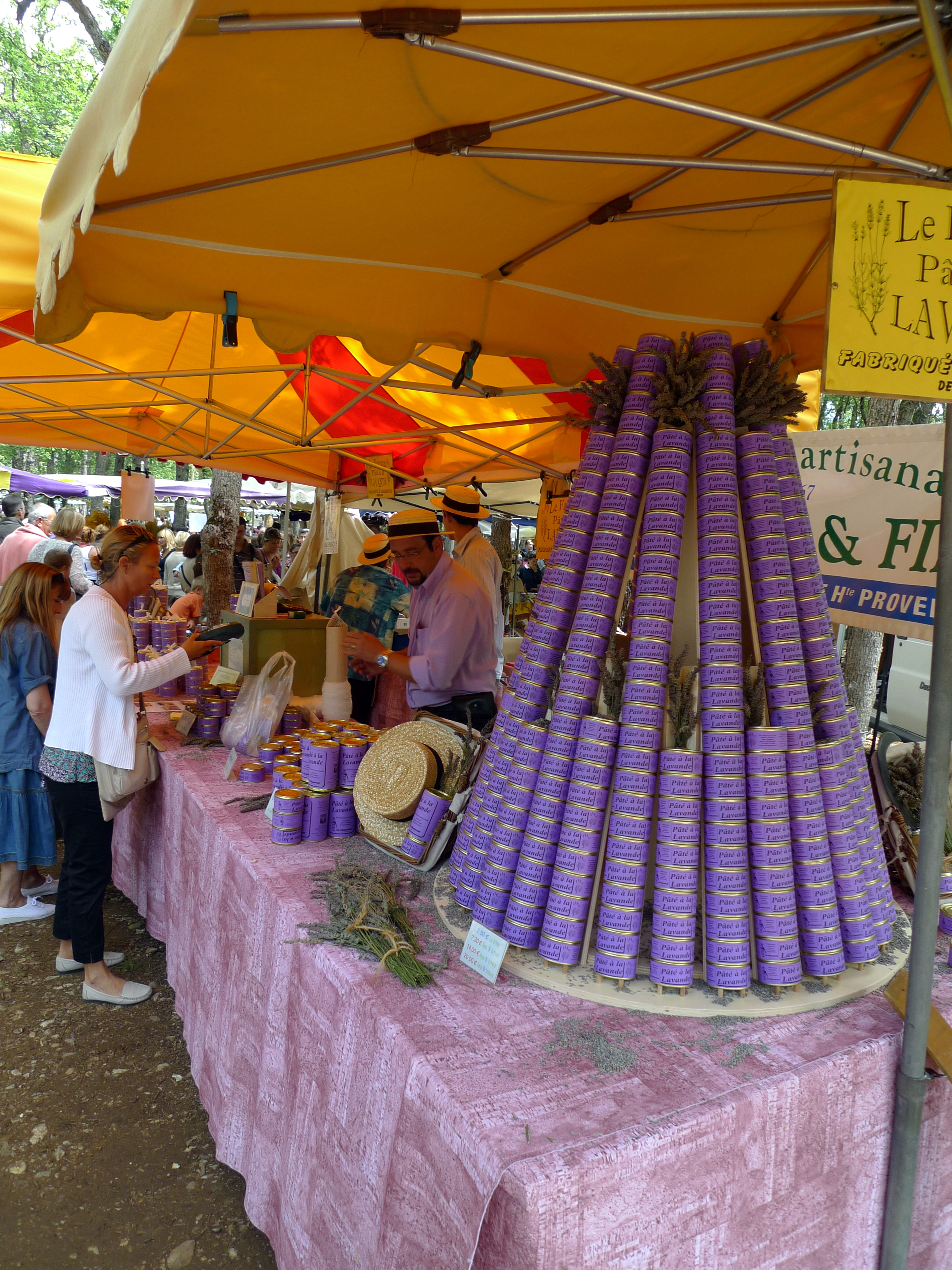
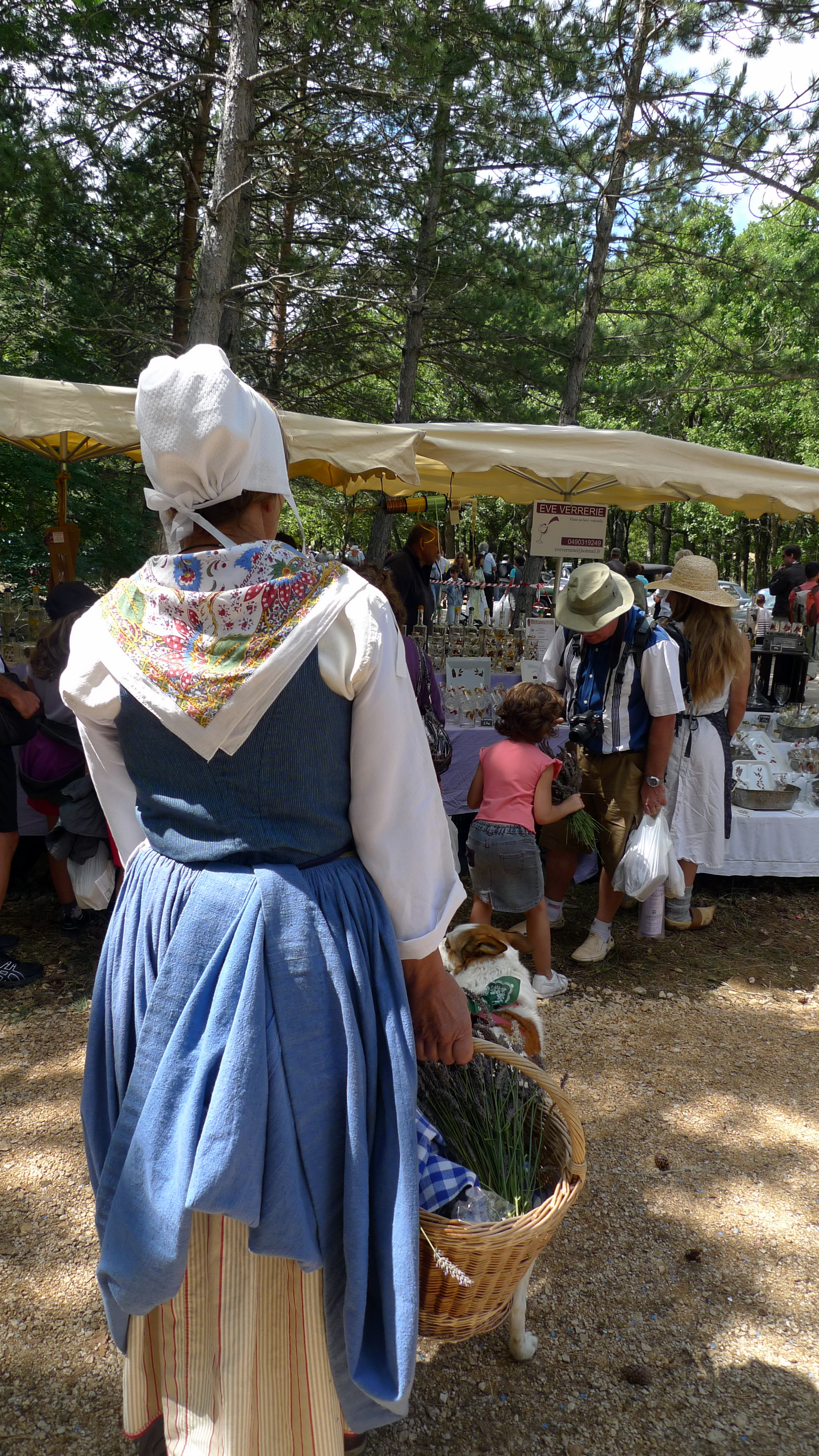
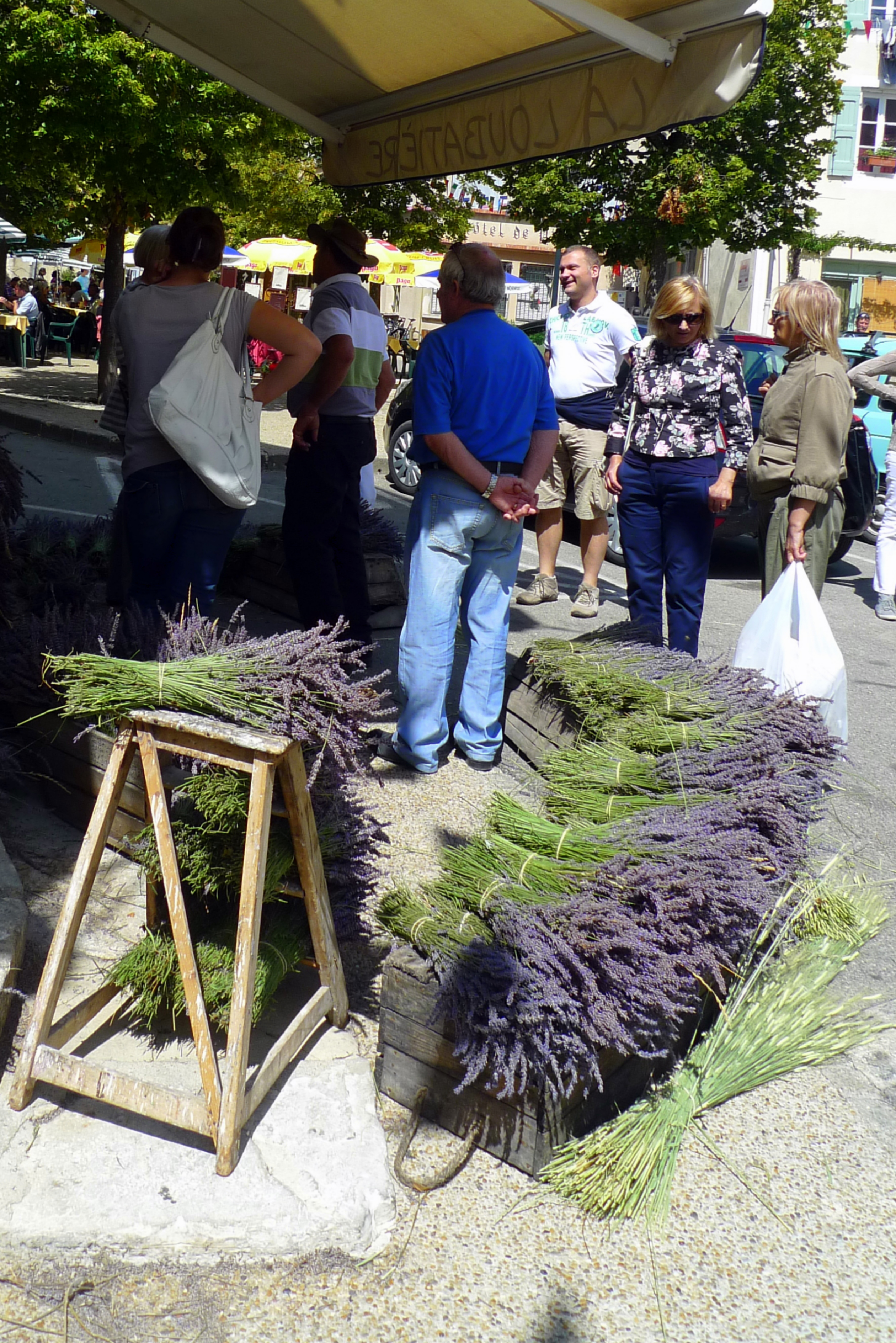
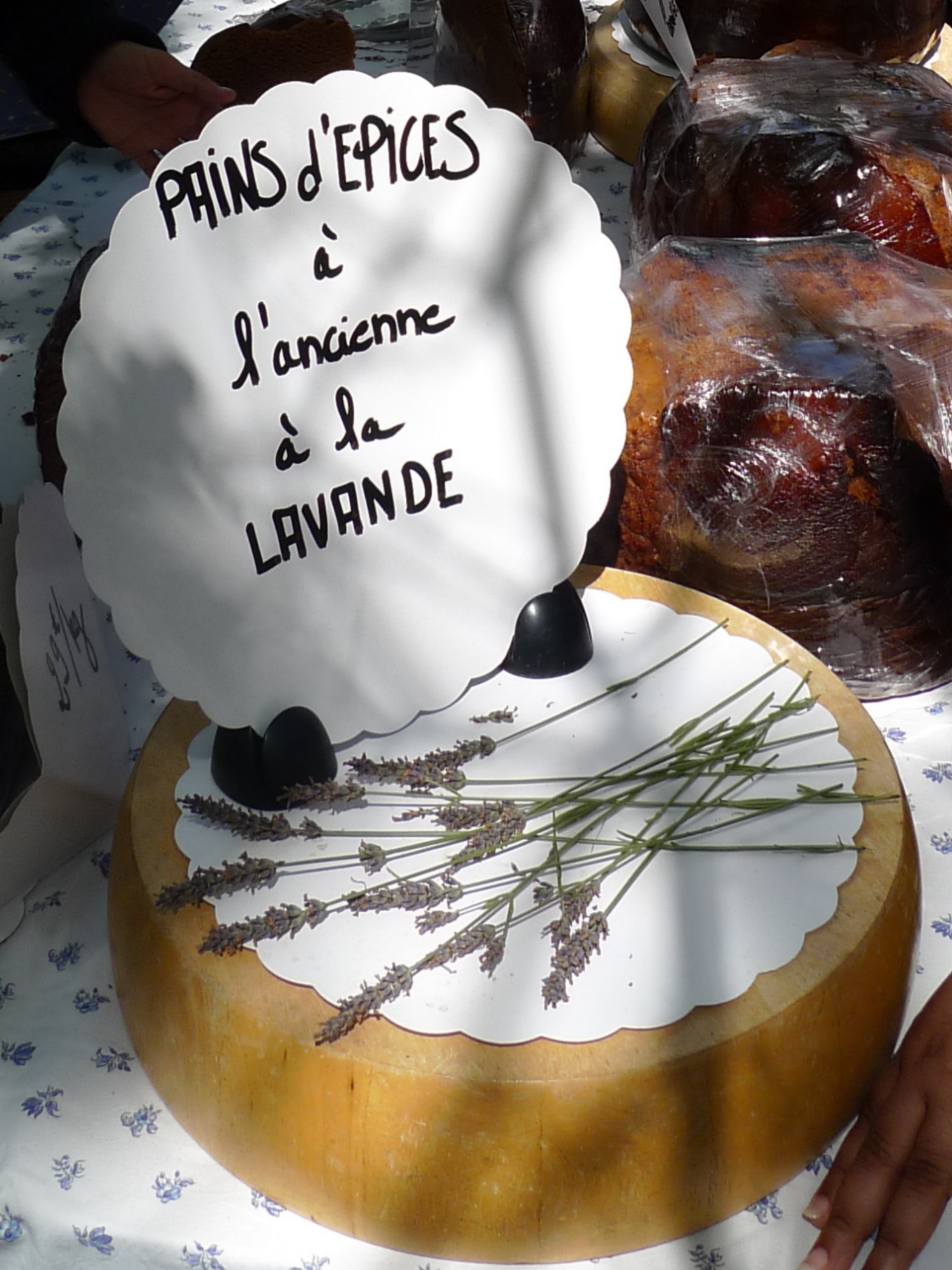

La fête de la lavande, qui se déroule tous les 15 août à l'hippodrome du Défends, entre dans le cadre des marchés de Provence. Animée par des groupes folkloriques, cette fête mêlant couleurs, odeurs et saveurs propose un marché des producteurs de lavande, des produits de la ferme, un salon du livre, une exposition de peintures, un village des métiers d’art, un spectacle équestre et un concert de clôture en provençal.